# المزرعة (الرقة)
المزرعة قرية سورية تتبع ناحية المنصورة في منطقة الثورة في محافظة الرقة. بلغ عدد سكانها 2356 نسمة في عام 2004 حسب إحصاء المكتب المركزي للإحصاء.